# Брансвил (Ајова)
Брансвил (енгл. Brunsville) град је у америчкој савезној држави Ајова. По попису становништва из 2010. у њему је живело 151 становника.

## Демографија
Према попису становништва из 2010. у граду је живело 151 становника, што је 5 (3,4%) становника више него 2000. године.
| Група             | 2000.       | 2010.       |
| Белци             | 141 (96,6%) | 150 (99,3%) |
| Афроамериканци    | 0 (0,0%)    | 0 (0,0%)    |
| Азијати           | 3 (2,1%)    | 0 (0,0%)    |
| Хиспаноамериканци | 2 (1,4%)    | 1 (0,7%)    |
| Укупно            | 146         | 151         |